# Carcinogenesis
Carcinogenesis è una rivista medica peer-reviewed nel campo della biologia del cancro. È stata fondata nel 1980 ed è pubblicata mensilmente dalla Oxford University Press. La rivista pubblica articoli in quattro sezioni: la biologia del cancro copre la biologia cellulare e molecolare del cancro, nonché la mutazione e la riparazione del DNA; l'epidemiologia molecolare include la predisposizione genetica al cancro; la prevenzione del cancro copre la chemioprofilassi e i fattori dietetici; e la cancerogenesi copre tutte le forme di agenti cancerogeni, compreso il loro metabolismo e il rilevamento nell'ambiente. Gli autori possono pagare per far sì che i loro articoli vengano pubblicati liberamente online come parte di uno schema ibrido di accesso aperto. L'accesso online gratuito o a tariffa ridotta è disponibile per le istituzioni educative dei Paesi a basso reddito.

## Storia
La rivista è stata fondata nel 1980 da R. Colin Garner e Anthony Dipple. L'obiettivo originario di Carcinogenesis è stato definito nel primo numero come ricerca relativa alla "prevenzione del cancro nell'uomo", e la rivista è stata concepita fin dall'inizio come una rivista multidisciplinare, con l'intenzione di incoraggiare la "fertilizzazione incrociata delle idee" attraverso il "vastissimo spettro di attività scientifiche" della ricerca sul cancro. Nel 2008, la rivista ha aggiunto il sottotitolo Integrative Cancer Research per riflettere la sua portata multidisciplinare.
La rivista è stata originariamente pubblicata dalla IRL Press, che si è fusa con la Oxford University Press nel 1989.

## Pubblicazione e indicizzazione
Gli abstract e gli articoli della rivista sono pubblicati e indicizzati in:
- Biological Abstracts
- BIOSIS Previews
- CAB Abstracts
- Chemical Abstracts Service
- Current Contents/Life Sciences
- Elsevier BIOBASE - Current Awareness in Biological Sciences (CABS)
- Excerpta Medica Abstract Journals
- Excerpta Medica
- Global Health
- MEDLINE
- ProQuest
- Science Citation Index
- Review of Pla
- The Standard Periodical Directory
- Toxicology Abstracts
- Tropical Diseases Bulletin
- Weed Abstracts

Secondo il Journal Citation Reports, nel 2023 la rivista ha avuto un fattore di impatto pari a 3.3, classificandola come 118ª su 322 riviste nella categoria "Oncologia".